# Ravine Ferré
Pour les articles homonymes, voir Ferré.
La ravine Ferré est une rivière de Guadeloupe située en Basse-Terre et ayant son embouchure au port de Goyave.

## Géographie
La ravine prend sa source dans les terres et s'écoule sur 3,5 km avant de se jeter dans la mer des Caraïbes dans le port de Goyave,.